# تسخنی‌تسقالی
تسخنی‌تسقالی (به گرجی: ცხენისწყალი) یک رود در شمال گرجستان است که در سامگرلو-زمو سوانتی واقع شده‌است. این رودخانه یکی از شاخه‌های رود ریونی است که ۱۷۶ کیلومتر (۱۰۹ مایل) درازا دارد و دارای حوضه زهکشی ۲۱۲۰ کیلومتر مربع (۸۲۰ مایل مربع) است. تسخنی‌تسقالی از میان شهرهای کوچک لنتخی و تساگری می گذرد و در نزدیکی شهر سامتردیا به ریونی می پیوندد.